# دانيال ديفيد إليس
دانيال ديفيد إليس هو سياسي كندي، ولد في 6 يناير 1860، وتوفي في 1927. انتخب عضو المجلس التشريعي من ساسكاتشوان.